# Liste der Biografien/Jang
Liste der Biografien |
Portal Biografien |
Personensuche
# |
A |
B |
C |
D |
E |
F |
G |
H |
I |
J |
K |
L |
M |
N |
O |
P |
Q |
R |
S |
T |
U |
V |
W |
X |
Y |
Z |
?
 
Ja |
Jb |
Jd |
Je |
Jh |
Ji |
Jj |
Jl |
Jn |
Jm |
Jo |
Jp |
Jr |
Js |
Jt |
Ju |
Jv |
Jw |
Jy
 
Jaa |
Jab |
Jac |
Jad |
Jae |
Jaf |
Jag |
Jah |
Jai |
Jaj |
Jak |
Jal |
Jam |
Jan |
Jao |
Jap |
Jaq |
Jar |
Jas |
Jat |
Jau |
Jav |
Jaw |
Jax |
Jay |
Jaz
 
Jana |
Janb |
Janc |
Jand |
Jane |
Jang |
Janh |
Jani |
Janj |
Jank |
Janm |
Jann |
Jano |
Janr |
Jans |
Jant |
Janu |
Janv |
Jany |
Janz
Die Liste der Biografien führt alle Personen auf, die in der deutschsprachigen Wikipedia einen Artikel haben. Dieses ist eine Teilliste mit 70 Einträgen von Personen, deren Namen mit den Buchstaben „Jang“ beginnt.

## Jang
- Jang Bahadur Rana (1817–1877), Ministerpräsident Nepals
- Jang Hye-ock (* 1977), südkoreanische Badmintonspielerin
- Jang Myong-jin (* 1981), nordkoreanischer Eishockeyspieler
- Jang Song-man (* 1985), nordkoreanischer Tischtennisspieler
- Jang Sung-ho (* 1978), südkoreanischer Judoka
- Jang Yong-ho (* 1976), südkoreanischer Bogenschütze
- Jang, Axel (* 1968), deutscher Bobsportler
- Jang, Chan-jae (* 1989), südkoreanischer Bahn- und Straßenradrennfahrer
- Jang, Chang (* 1996), südkoreanische Fußballspielerin
- Jang, Chun-woong (* 1975), südkoreanischer Badmintonspieler
- Jang, Dae-hyun (* 1998), südkoreanischer Karambolagespieler
- Jang, Dae-il (* 1975), südkoreanischer Fußballspieler
- Jang, Dong-gun (* 1972), südkoreanischer Schauspieler und Musiker
- Jang, Dong-hee (* 1995), südkoreanischer Fußballspieler
- Jang, Ga-eul (* 2006), südkoreanische Tennisspielerin
- Jang, Gil-hyeok (* 1987), südkoreanischer Fußballspieler
- Jang, Gwang (* 1952), südkoreanischer Schauspieler
- Jang, Gyung-gu (* 1990), südkoreanischer Straßenradrennfahrer
- Jang, Hee-jin (* 1983), südkoreanische Schauspielerin
- Jang, Hee-ryung (* 1993), südkoreanische Schauspielerin
- Jang, Hun (* 1975), südkoreanischer Regisseur und Drehbuchautor
- Jang, Hye-ji (* 1997), südkoreanische Curlerin
- Jang, Hye-jin (* 1975), südkoreanische Schauspielerin
- Jang, Hyeok-jin (* 1989), südkoreanischer Fußballspieler
- Jang, Hyuk (* 1976), südkoreanischer SchauspielerJang Hyuk (* 1976)

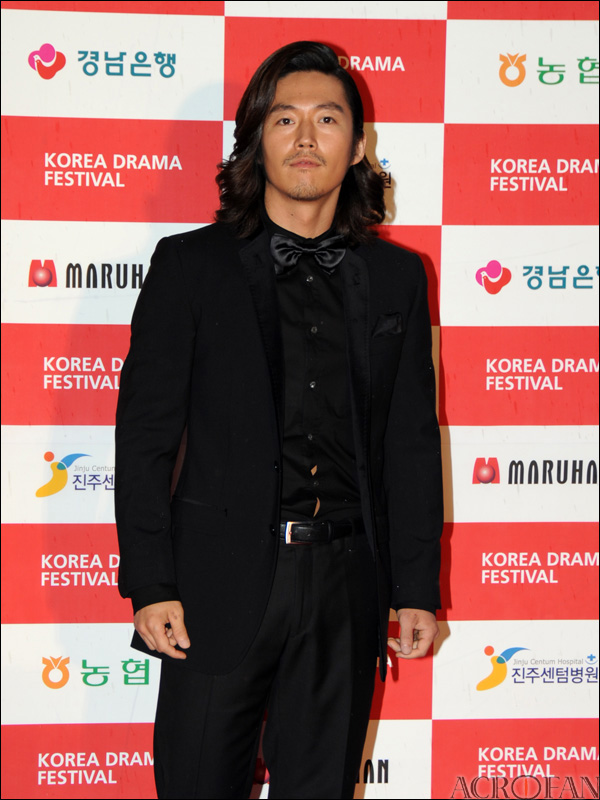
Jang Hyuk (* 1976)

- Jang, Hyun-soo (* 1991), südkoreanischer Fußballspieler
- Jang, Hyung-seok (* 1972), südkoreanischer Fußballspieler
- Jang, Ja-yeon (1980–2009), südkoreanische Schauspielerin
- Jang, Jae-ho (* 1986), südkoreanischer E-Sportler
- Jang, Ji-won (* 1979), südkoreanische Taekwondoin
- Jang, Jin-sung (* 1971), koreanischer Schriftsteller
- Jang, Jin-young (1974–2009), südkoreanische Schauspielerin
- Jang, Jon (* 1954), US-amerikanischer Jazz-Pianist, Komponist und Bandleader
- Jang, Joon-hwan (* 1970), südkoreanischer Filmregisseur
- Jang, Jun (* 2000), südkoreanischer Taekwondoin
- Jang, Kal, koreanischer Taekgyeon-Meister der späten Joseon-Dynastie
- Jang, Keun Suk (* 1987), südkoreanischer SchauspielerJang Keun Suk (* 1987)

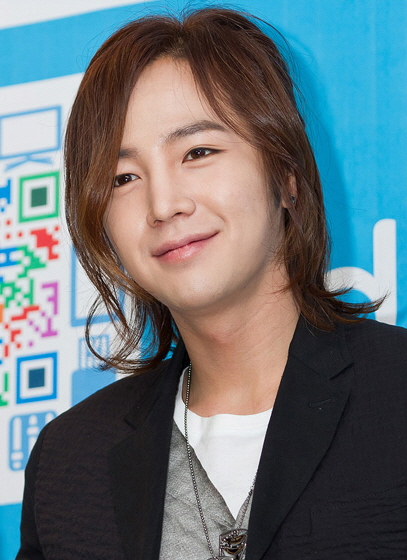
Jang Keun Suk (* 1987)

- Jang, Mi-ran (* 1983), südkoreanische Gewichtheberin
- Jang, Min-chul (* 1991), südkoreanischer E-Sportler
- Jang, Min-gyu (* 1999), südkoreanischer Fußballspieler
- Jang, Min-hee (* 1999), südkoreanische Bogenschützin
- Jang, Minho (* 1977), südkoreanischer Trot-Sänger
- Jang, Nara (* 1981), südkoreanische Schauspielerin
- Jang, Ok-rim (* 1948), nordkoreanische Volleyballspielerin
- Jang, Se-hong (* 1953), nordkoreanischer Ringer
- Jang, Sel-gi (* 1994), südkoreanische Fußballspielerin
- Jang, Seung-eop (1843–1897), koreanischer Maler
- Jang, Sok-chol (* 1975), nordkoreanischer Fußballspieler
- Jang, Sol (* 1992), südkoreanische Jazzmusikerin (Piano, Komposition)
- Jang, Song-thaek (1946–2013), nordkoreanischer Politiker
- Jang, Soo-young (* 1988), südkoreanische Badmintonspielerin
- Jang, Su-jeong (* 1995), südkoreanische Tennisspielerin
- Jang, Suk-won (* 1989), südkoreanischer Fußballspieler
- Jang, Sun-jae (* 1984), südkoreanischer Bahn- und Straßenradrennfahrer
- Jang, Sun-woo (* 1952), südkoreanischer Regisseur
- Jang, Sung-woo (* 2002), südkoreanischer Shorttracker
- Jang, Taek-sang (1893–1969), südkoreanischer Politiker
- Jang, U-Shik (* 1914), japanischer Eisschnellläufer
- Jang, Woo-jin (* 1995), südkoreanischer Tischtennisspieler
- Jang, Yeong (* 1934), südkoreanischer Eisschnellläufer
- Jang, Yeong-sil, koreanischer Erfinder und Chef-Ingenieur während der Regentschaft von König Sejong
- Jang, Young-soo (* 1982), südkoreanischer Badmintonspieler
- Jang, Yun-chang (1960–2025), südkoreanischer Volleyballspieler

### Jange
- Jangel, Michail Kusmitsch (1911–1971), sowjetischer Raketenkonstrukteur

### Jangg
- Jänggl, Franz (1650–1734), österreichischer Baumeister des Barock
- Janggut, Apai (* 1934), Ältester und traditioneller Anführer der indigenen Gruppe Dayak Iban Sungai Utik

### Jangh
- Janghwa, Königin der Goryeo-Dynastie in Korea

### Jangr
- Jangra, Sandeep (* 1988), indischer Squashspieler

### Jangs
- Jangsu (394–491), 20. König von Goguryeo

### Jangu
- Jangülian, Harutiun (1855–1915), armenischer Geschichtswissenschaftler, politischer Aktivist und Mitglied der Armenischen Nationalversammlung